# Lesníchestvo Abráu-Diursó
Lesníchestvo Abráu-Diursó (del ruso: Лесничество Абрау-Дюрсо) es un posiólok de la unidad municipal de la ciudad de Novorosíisk del krai de Krasnodar, en el sur de Rusia. Está situado en la península de Abráu, a orillas del río Diursó, 16 km al oeste de Novorosíisk y 117 km al suroeste de Krasnodar, la capital del krai. Tenía 136 habitantes en 2010
Pertenece al municipio de Abráu-Diursó.